# Првослав Михајловић
Првослав Михајловић (Ваљево, 13. април 1921 — Београд, 28. јун 1978) био је југословенски и српски фудбалер и фудбалски тренер.

## Каријера
Каријеру је почео 1938. године у Ваљевском спорт клубу (ВСК), три године касније је дошао у београдски Обилић, а након тога постао члан Београдског спорт клуба (БСК). Носио је дрес Партизана од оснивања 1945. до 1957. за црно-беле укупно 393 утакмице и постигао је 167 голова, највише на десном крилу. Са Партизаном је освојио две титула државног првака (1947. и 1949), а 1947. освојио је куп Југославије.
Током 1951. два месеца био је члан Црвене звезде и одиграо 10 пријатељских утакмица на којима је постигао два гола.
Био је успешан тренер ОФК Београда (1957-1959), секретар и технички директор ФК Партизан (1959-1963), радио је у Александрији - Египат (1963-1967) и у Минстеру - СР Немачка (1967), затим се вратио 1967. године у Партизан, отишао је за Кувајт и поново дошао у Партизан.

## Репрезентација
За репрезентацију Београда је одиграо девет утакмица и постигао три гола, а за сениорску репрезентацију Југославије одиграо је 13 утакмица и постигао шест голова. Дебитовао је 7. октобра 1946. против Албаније (3:2) у Тирани, а последња утакмица коју је одиграо 28. јуна 1950. против Мексика (4:1) у Порто Алегреу, на Светском првенству 1950. у Бразилу.
Од 1960. до 1963. био је члан тројне селекторске комисије ФСЈ за састав репрезентације.